# ريان تومسون (لاعب كرة قدم)
ريان تومسون (بالإنجليزية: Ryan Thomson)‏ (16 سبتمبر 1982 بغرينوك في المملكة المتحدة - ) هو لاعب كرة قدم بريطاني في مركز الوسط. لعب مع روت فايس إيسن ونادي سلتيك وهايدوك سبليت وMinnesota Thunder ‏ وUConn Huskies men's soccer ‏ وتنس بوروسيا برلين.

## وصلات خارجية
- ريان تومسون على موقع قاعدة بيانات كرة القدم.إي يو (الإنجليزية)
- ريان تومسون على موقع بيانات كرة القدم. دي إي (الألمانية)
- ريان تومسون على موقع عالم كرة القدم.نت (الإنجليزية)